# 黒木剛一
黒木剛一（くろき ごういち、1894年（明治27年）2月16日 - 1972年（昭和47年）5月21日）は、日本の海軍軍人。最終階級は海軍少将。

## 経歴
1892年10月8日、宮崎県宮崎郡宮崎町（現在の宮崎市）に生まれる。旧制宮崎県立宮崎中学校を経て、海軍兵学校第43期に成績順位100名中第6位で入学。1915年12月16日、成績順位96名中第40位で卒業。
1938年12月15日、京城在勤海軍駐在武官兼朝鮮総督府御用掛嘱託。1940年8月1日、兼京城監理長。1941年12月、太平洋戦争開始。
1942年6月25日、海軍軍令部出仕。7月15日、海南警備府附。7月20日、第16警備隊司令。1943年（昭和18年）9月10日、横須賀鎮守府附。10月1日、第1南遣艦隊司令部附。10月15日、海軍軍令部兼海軍省出仕兼海軍省艦政本部造船造兵監督官兼フランス領インドシナ特命全権大使随員。軍令部作戦部長中澤佑少将によれば、黒木は航空本部教育部長の有馬正文とともに必死戦法の反対意見を述べたという。
1944年（昭和19年）10月5日、任海軍少将。1945年2月20日、海軍軍令部出仕兼フランス領インドシナ特命全権大使随員。3月6日、海軍軍令部出仕。6月1日、樺太庁附豊原地方在勤駐在海軍武官。8月9日、兼第12航空艦隊司令部附。1945年8月、終戦。樺太の戦いが発生すると、樺太住民の保護活動に従事した。停戦後、ソ連占領軍による武装解除を受け、シベリアに抑留された。抑留中に小林謙五海軍中将が病死した為に、以後は海軍軍人代表者として行動し、約11年後に帰国を果たした。
1956年（昭和31年）8月19日、復員。1972年（昭和47年）5月21日、死去。享年78。

## 年譜
- 1894年（明治27年）2月16日 - 宮崎県宮崎郡宮崎町（現在の宮崎市）生
- 1905年（明治38年）4月1日- 宮崎県立宮崎中学校入学
- 1910年（明治43年）3月31日- 宮崎県立宮崎中学校卒業
- 1912年（大正元年）9月9日- 海軍兵学校入校 入校時成績順位100名中第6位
- 1915年（大正4年）12月16日- 海軍兵学校卒業 卒業時成績順位96名中第40位・任 海軍少尉候補生・装甲巡洋艦「磐手」乗組・練習艦隊近海航海出発 徳山~佐伯~鹿児島~佐世保~上海~青島~旅順~大連~仁川~鎮海~釜山~竹敷~別府~大阪~鳥羽方面巡航
- 1916年（大正5年）4月3日- 帰着
  - 4月20日- 練習艦隊遠洋航海出発 香港~シンガポール~フリーマントル~メルボルン~シドニー~ウェリントン~オークランド~ヤルート~ポナペ~トラック~父島方面巡航 
  - 8月22日- 帰着
  - 8月25日- 戦艦「摂津」乗組
  - 12月1日- 任 海軍少尉・装甲巡洋艦「吾妻」乗組
- 1917年（大正6年）12月1日- 戦艦「伊勢」乗組
- 1918年（大正7年）12月1日- 戦艦「鹿島」乗組
  - 12月1日- 任 海軍中尉・海軍砲術学校普通科学生
- 1919年（大正8年）5月13日- 海軍水雷学校普通科学生
  - 12月1日- 舞鶴鎮守府舞鶴海兵団附
- 1920年（大正9年）7月1日- 舞鶴鎮守府附
  - 12月1日- 装甲巡洋艦「春日」乗組
- 1921年（大正10年）3月19日- 海軍大学校選科学生 東京外国語専門学校ロシア語科派遣学生 
  - 12月1日- 任 海軍大尉
- 1923年（大正12年）3月20日- 1等海防艦「春日」分隊長
- 1924年（大正13年）11月10日- 呉鎮守府附
  - 12月1日- 1等駆逐艦「谷風」航海長兼分隊長
- 1925年（大正14年）8月20日- 呉鎮守府呉防備隊分隊長
- 1927年（昭和2年）4月1日- 第2駆逐隊附
  - 12月1日- 任 海軍少佐・横須賀鎮守府横須賀防備隊分隊長
- 1928年（昭和3年）9月10日- 舞鶴要港部司令官副官兼参謀
- 1930年（昭和5年）12月1日- 重巡洋艦「妙高」運用長兼分隊長
- 1931年（昭和6年）10月15日- 航空母艦「加賀」運用長兼分隊長
- 1932年（昭和7年）5月2日- 第2遣外艦隊司令官副官兼参謀
- 1933年（昭和8年）4月20日- 旅順要港部司令部附 兼分隊長
  - 11月15日- 任 海軍中佐・戦艦「陸奥」運用長兼分隊長
- 1934年（昭和9年）3月10日- 在満州國駐在海軍部附
- 1936年（昭和11年）11月16日- 海軍軍令部出仕
  - 12月1日- 海軍大学校校長副官
- 1938年（昭和13年）11月15日- 任 海軍大佐
  - 12月15日- 京城在勤海軍駐在武官 兼朝鮮総督府御用掛嘱託
- 1940年（昭和15年）8月1日- 兼 京城監理長
- 1942年（昭和17年）6月25日- 海軍軍令部出仕
  - 7月15日- 海南警備府附
  - 7月20日- 第16警備隊司令
- 1943年（昭和18年）9月10日- 横須賀鎮守府附
  - 10月1日- 第1南遣艦隊司令部附
  - 10月15日- 海軍軍令部兼海軍省出仕 兼海軍省艦政本部造船造兵監督官 兼フランス領インドシナ特命全権大使随員
- 1944年（昭和19年）10月5日- 任 海軍少将
- 1945年（昭和20年）2月20日- 海軍軍令部出仕 兼フランス領インドシナ特命全権大使随員
  - 3月6日- 海軍軍令部出仕
  - 6月1日- 樺太庁附豊原地方在勤駐在海軍武官
  - 8月9日- 兼 第12航空艦隊司令部附
- 1947年（昭和22年）5月3日- 廃官
- 1948年（昭和23年）3月31日- 公職追放仮指定[2]
- 1956年（昭和31年）8月19日- 復員
- 1972年（昭和47年）5月21日- 死去 享年78